# Paul Géraldy
(P. Géraldy, Abat-jour)
Paul Géraldy, pseudonimo di Paul Lefèvre (Parigi, 6 marzo 1885 – Neuilly-sur-Seine, 10 marzo 1983), è stato un poeta e commediografo francese.

## Biografia
Dopo la prima raccolta di poesie Les petites âmes, del 1908, Géraldy conobbe notevole successo con la seconda antologia Toi et moi, del 1912. Sono poesie semplici e apparentemente ingenue, ma molto innovative per l'epoca.
Fu anche autore di racconti e di opere teatrali, e mise in scena soggetti tradizionali del teatro psicologico borghese.

## Opere

### Poesia
- Les petites âmes, 1908
- Toi et moi, 1912
- Vestiges, 1948
- Vous et moi, 1960

### Teatro
- La comédie des familles, 1908
- Les noces d'argent, 1917
- Aimer, 1921[2]
- Les grands garçons, 1922
- Se volessi (Si je voulais..., 1924) con Robert Spizer
- Robert et Marianne, 1925
- Son mari, 1927
- L'homme de joie, 1929
- Christine, 1932
- Do, mi, sol, do!, 1934
- Duo, 1938
- Première étape, 1943

### Narrativa
- La guerre, Madame..., 1916
- Le prélude, 1938
- L'homme et l'amour, 1951